# Symphonie no 1 de Taneïev
Pour les articles homonymes, voir Symphonie no 1.
La symphonie no 1 en mi mineur est la première, sur quatre, écrite par Sergueï Taneïev en 1874.

## Historique
Il s'agit d'une œuvre de jeunesse, l'auteur ayant à peine 18 ans. Elle fut écrite dans le cadre de ses études et lui permit d'avoir le premier prix de composition. Comme les deux symphonies suivantes, Taneïev n'en autorise pas la publication de son vivant, ne lui donnant pas de numéro d'opus. 
L'œuvre est dédiée à la belle-sœur du musicien. Elle a été créée et publiée en 1948.

## Structure
Elle comporte quatre mouvements et son exécution demande un peu plus d'une demi-heure. L'un des thèmes du dernier mouvement est issu d'un chant traditionnel russe et sert également comme thème au quatrième tableau du Petrouchka d'Igor Stravinsky, composé près de 35 ans après la symphonie. Il n'est pas impossible que cette reprise soit un hommage au pédagogue russe Taneïev de la part de Stravinsky. On retrouve ce thème dans "la chanson du Contre-plan" de Dmitri Chostakovitch, dans une version qui a connu également un succès populaire avec "Au devant de la vie".
1. Allegro
2. Andantino, quasi allegretto
3. Scherzo : vivace assai
4. Finale : allegro molto